# Interim Control Module

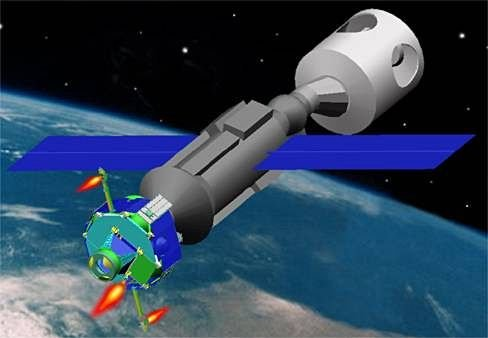
El Interim Control Module de l'ISS

El Interim Control Module (ICM) és un mòdul espacial fabricat per la NASA dissenyat per ser utilitzat com a "remolcador" temporal per a l'Estació Espacial Internacional en cas que el mòdul de servei Zvezda fou destruït o no s'ampliés la durada a l'espai. Fou derivat d'un Titan Launch Dispenser anteriorment classificat utilitzat per distribuir satèl·lits de reconeixement en diferents òrbites. Hauria estat capaç de perllongar la vida útil del mòdul Zarià proporcionant capacitats de propulsió equivalents al Mòdul de Servei, encara que no compte amb cap de les funcions de suport de vida.
En el 1997, la NASA va sol·licitar al Naval Research Laboratory estudiar la viabilitat de l'adaptació d'un sistema espacial existent per proporcionar operacions de propulsió a baix cost per l'Estació Espacial Internacional (ISS).
Després de determinar que el sistema podria adaptar-se a temps pels requisits de la NASA, la NRL se li va concedir autorització per procedir amb el Interim Control Module (ICM). Des de la seva concepció, l'ICM era una opció de contingència per reimpulsar en alçada l'ISS que permetria NASA per preservar el programa de construcció en òrbita en cas de retards en la posada en marxa del mòdul de servei rus.
L'ICM hauria d'haver sigut llançat a bord del Transbordador Espacial, desplegar-se des de la zona de càrrega del transbordador, i acoblar-se amb l'ISS al Mòdul de Control Rus (anomenat Zarià). Un cop en òrbita, l'ICM proporcionaria suficient combustible per a un a tres anys d'operació.
L'ICM es troba en un estat de manteniment al Payload Processing Facility de la NRL a Washington, D.C.